# Cserdakli járás

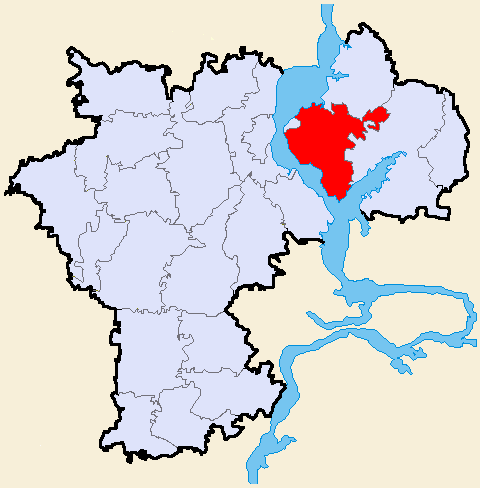
A Cserdakli járás az Uljanovszki területen

A Cserdakli járás (oroszul Чердаклинский район) Oroszország egyik járása az Uljanovszki területen. Székhelye Cserdakli.

## Népesség
- 2002-ben lakosságának 61%-a orosz, 21%-a tatár, 10%-a csuvas, 4%-a mordvin.
- 2010-ben 41 449 lakosa volt, melynek 63,3%-a orosz, 21%-a tatár, 9%-a csuvas, 2,5%-a mordvin.